# Frei Miguelinho
Frei Miguelinho is een gemeente in de Braziliaanse deelstaat Pernambuco. De gemeente telt 14.855 inwoners (schatting 2009).
De gemeente grenst aan Surubim, Santa Maria do Cambucá, Riacho das Almas en Vertentes.